# ソニックアドバンス3
ソニックアドバンス3(SONIC ADVANCE3)は、ゲームボーイアドバンス用ソフトとしてディンプス製作、ソニックチーム監修でセガより発売されたアクションゲーム。2004年6月17日発売。ソニックアドバンスシリーズの3作目である。
今作は、エリアマップの追加や、パートナーシステムなど、前作までとはシステムが変わっている。前作に比べるとステージはやや狭くなったが、アクトが一つ追加された。
前作までに存在した、チャオのプチガーデンは廃止された。そのため、本作にはニンテンドー ゲームキューブ用ソフトソニックアドベンチャー2バトルとの連動機能はない。2016年5月25日よりWii Uバーチャルコンソールで配信開始。
主な略称は、「ソニバンス3」。「ソニアド3」と略す人もいるが、あまり使用されない。

## ストーリー
エッグマンがカオスエメラルドの力を使って、世界を7つに分断してしまった。世界を混乱に落とし入れ、それぞれの世界にエッグマンランドを築くのが目的だ。世界が分断されたため、ナックルズ、エミー、クリームとはぐれてしまったソニック。ソニックは分断された世界を元通りにするため、テイルスとともに走り出した。

## ゲームシステム

### ゲーム上のルール
基本的なシステムは、前作までとはやや異なる。今作は、5人の中から2人を選んでゲームを進めることになる。最初に選んだほうがプレイヤー、後に選んだほうがパートナーになる。ただし、使用できるキャラクターは、最初はソニックとテイルスのみである。ナックルズ、エミー、クリームは、条件を満たすことで使えるようになる（後述）。今作はクリアデータはキャラクターごとに独立してはおらず、ソニックファクトリーでキャラクターを交代することができる。
今作には、各ゾーンにエリアマップが存在し、エリアマップから、アクト1-3、ボスステージ、SPステージ、ミニゲーム、ソニックファクトリーにアクセスすることができる。各ゾーンにAct1、Act2、Act3が存在するが、どのアクトからでも攻略可能である。偶数ゾーンのアクト3の最後では、ジーメルと戦うことになる。3つのアクトを全てクリアすると、ボスステージにアクセス可能になる。ボスを撃破することで、次のゾーンに行くことが出来る。次のゾーンに行っても、ソニックファクトリーから前のゾーンに戻ることが可能である。ゾーン7のみ、ボスを倒すとファイナルゾーンにアクセス可能になる。カオスエメラルドを全て集めてファイナルゾーンをクリアすることで、ソニックのみエクストラゾーンへ行ける。
ミニゲームに関しては、各ゾーンに2つずつ存在し、クリアするのにかかった時間に応じて残機数が増える。
また、今作は、通常のモードを通信により二人でプレイすることができる。この場合、1Pがプレイヤー、2Pがパートナーを操作することになり、双方がタッグアクションを使うことができる。ただし、チャオの取得やスペシャルステージへのアクセスは不可能になる。
クリアまでの最速タイム競うタイムアタックモードもある。

### 新アクション
操作方法は前作と同じだが、今作の最大の特徴がタッグアクションである。タッグアクションは、パートナーにより違うものが発動し、うまく使えばステージの攻略が非常に楽になる。
前作で好評だったブーストとトリックアクションは、今作では特定のペア限定になった。ブーストはペアタイプがスピードタイプでなければ発動しなくなった。トリックアクションは、ソニック&テイルス及びエミー&クリームでなければ使えない。
ペアタイプについては、スピードタイプ、パワータイプ、フライタイプの3種類が存在する。ソニックがいればスピードタイプ、ソニックがおらずナックルズがいればパワータイプ、それ以外はフライタイプになる。

### カオスエメラルド
各ゾーンのエリアマップ、アクト1-3に、合計10匹のチャオが存在する。10匹のチャオを全員集めると、各アクトのどこかにSPキーが出現する。SPキーを入手してアクトをクリアし、エリアマップ内のどこかにあるスプリングに乗ることでスペシャルステージにアクセスできる。今作ではアクト内各所に存在するオモチャオがチャオの場所に関するちょっとしたヒントをくれるため、前2作に比べれば攻略が少し簡単になったが、それでも攻略情報なしでは難易度が高い。
スペシャルステージでは、リングを規定数とることでカオスエメラルドを入手できる。スペシャルステージは、前作や前々作に比べると少し簡単になった。失敗した場合は、再びアクトにSPキーを取りに行かなければならない。今作も、カオスエメラルドを全て集めるのは攻略情報無しでは非常に難しい。今作はカオスエメラルドの取得状況は5人のキャラクターで共通である。カオスエメラルドを全て入手し、プレイヤーをソニックにしてファイナルゾーンをクリアすることで、エクストラゾーンに行け、真のエンディングが見られる。

### 対戦
1カートリッジ対戦とマルチカートリッジ対戦がある。1カートリッジ対戦では、各キャラクターの固有アクションは使えない。マルチカートリッジ対戦は、必ずチーム戦になる。

## ステージ
ROUTE 99（ルート99）
大都市の中を駆け抜けるステージ。
SUNSET HILL（サンセットヒル）
夕焼けの見える丘。音楽およびステージのモチーフは初代ソニック・ザ・ヘッジホッグのグリーンヒルゾーンのアレンジ。
OCEAN BASE（オーシャンベース）
海底の秘密基地を進んでいくステージ。圧死の危険性があるプレス機やリフト、連続ジャンプで登れる滝、水中エリアと複雑な仕掛けがたくさん登場するステージ。
TOY KINGDOM（トイキングダム）
おもちゃがたくさん登場する遊園地のステージ。
TWINKLE SNOW（トゥインクルスノー）
雪に覆われたステージ。水中エリアも登場する。
CYBER TRACK（サイバートラック）
重力が上下反転するエリアや乗り続けると崩れる足場が登場する。落下死ポイントが多い難易度の高いステージ。
CHAOS ANGEL（カオスエンジェル）
天空の神殿が舞台のステージ。アクト3はエッグマンの顔がついた巨大なリフトに乗り敵やトゲ、地形を利用した押しつぶしをかいくぐりながら進む。
ALTAR EMERALD（アルターエメラルド）
カオスエンジェルゾーンに続くステージで、エッグマンとの最終決戦を行う場所にマスターエメラルドが祀られている。
NONAGRESSION（ノンアグレッション）
カオスエメラルドを7つ集め、プレイヤーキャラをソニックにしてアルターエメラルドゾーンのボスを倒すとアクセスできる真のラストステージ。

## キャラクター

### プレイヤーキャラクター
前2作とは違い、キャラクターに声が当てられている。ここでは、本作におけるキャラクターの特徴を記述する。各キャラクターの詳細な設定などは、各項を参照。
ソニック・ザ・ヘッジホッグ - 声優：金丸淳一
主人公。最初から使用可能。標準的な能力を持っており、誰とパートナーを組んでもそれほど操作感覚は変わらない。
テイルスとパートナーを組むと、「友情ペア」となる。トリックアクションが使える以外は特徴はない。
ナックルズとパートナーを組むと、「ケンカともだちペア」になる。スライディングが強化され、Wスピンアタックやアッパースピン、バウンドアタックが使用可能になる。
エミーとパートナーを組むと「ラブラブ？ペア」となる。地上ではハンマーが使えるようになるが、スピンジャンプが不可能になるため、スピンアタックを手動で発動させることになる。
クリームとパートナーを組むとジャンプダッシュ（前作までとは別物）、ホーミングアタックが使用可能になる。また、水中では泡に包まれ、息継ぎがいらなくなる。
マイルス "テイルス" パウアー - 声優：広橋涼
最初から使用可能。パートナーにより操作感覚がかなり変わるため、慎重にパートナーを選ぶことになる。
ソニックとパートナーを組むと、「友情ペア」となる。トリックアクションが使える以外はいつも通りであるが、今作ではプロペラ飛行が弱体化しており、上昇速度が遅い。
ナックルズとパートナーを組むと、尻尾攻撃が強化され、竜巻攻撃になる。プロペラ飛行が滑空プロペラ飛行に変化する（上昇、壁登りが不可能）。
エミーとパートナーを組むと、地上ではハンマーが使えるようになるが、スピンジャンプが不可能になるため、スピンアタックを手動で発動させることになる。プロペラ飛行は、ハンマープロペラ飛行に変化する。プロペラ飛行に比べスピードが速く、飛行中に攻撃する事ができるようになる。
クリームとパートナーを組むと、ホーミングアタックが使用可能になる。プロペラ飛行は、ハイプロペラ飛行に変化する。ハイプロペラ飛行は、上昇速度は速いが、左右にほとんど動けず、通常よりも飛行時間が減ってしまう。
ナックルズ・ザ・エキドゥナ - 声優：神奈延年
ゾーン2のジーメルをソニックで倒すと使用可能になる。パートナーにより操作感覚がかなり変わるため、慎重にパートナーを選ぶことになる。
ソニックとパートナーを組むと、「ケンカともだちペア」となる。滑空飛行がダッシュ滑空飛行に変化するが、飛行というよりはただの空中ダッシュである。また、地上では壁登りが不可能になる（水中では可能）。
テイルスとパートナーを組むと、パンチ攻撃がアッパーに変化する。また、滑空飛行が二段滑空飛行になり、二段ジャンプした後滑空することが出来る。滑空中の方向転換や、壁登りも可能。
エミーとパートナーを組むと、地上ではハンマーが使えるようになるが、スピンジャンプが不可能になるため、スピンアタックを手動で発動させることになる。地上に向けて降下攻撃するドリルクロー、および、壁登り中にダッシュするダッシュ壁登りが使えるようになる。
クリームとパートナーを組むと、滑空飛行中にホーミングアタックが使用可能になる。それ以外は特徴がない。
エミー・ローズ - 声優：川田妙子
ゾーン4のジーメルをソニックで倒すと使用可能になる。ソニックと組まないと共通アクション（スピンダッシュなど）が使えない。パートナーにより操作感覚がかなり変わるため、慎重にパートナーを選ぶことになる。
ソニックとパートナーを組むと、「ラブラブ？ペア」となる。エミーは、ソニックと組んだときのみ、スピンジャンプ、スピンダッシュ、スピン移動が可能になる。その他、ジャンプダッシュ、空中回転ハンマーが使用可能になる。
テイルスとパートナーを組むと、空中でのハンマー攻撃がハンマー二段ジャンプに変化する。これは、攻撃と移動を兼ね備えているため、使いやすい。また、風船飛行が使用可能になる。スピンダッシュのかわりに、ステップ移動が使える。
ナックルズとパートナーを組むと、地上ではハンマーが強化され、ビッグハンマー攻撃になる。また、ハンマージャンプが使用可能になる。空中回転ハンマーも使える。スピンダッシュの代わりにエミーダッシュが使えるようになる。エミーダッシュは、一見スピンダッシュに似ているが、スピン状態にならない点が異なる。
クリームとパートナーを組むと、「おんなのこペア」になる。ステップ移動、風船飛行ができる。また、トリックアクションが使用可能になる。
クリーム・ザ・ラビット - 声優：あおきさやか
ゾーン6のジーメルをソニックで倒すと使用可能になる。パートナーにより操作感覚がかなり変わるため、慎重にパートナーを選ぶことになる。
ソニックとパートナーを組むと、チャオアタックがチャオボールアタックになるが、これはホーミング性能がない。また、水面を浮き輪で移動できる。
テイルスとパートナーを組むと、ファン飛行がパラソル飛行に変化する。パラソル飛行は上昇能力がなく、滑空するだけである。
ナックルズとパートナーを組むと、チーズは常にクリームの周囲を回転し、ビットのように敵を倒してくれる。通常のチャオアタックも使用可能。
エミーとパートナーを組むと、「おんなのこペア」になる。地上ではハンマーが使えるようになるが、スピンジャンプが不可能になる。空中ではチャオアタックができるが、他のキャラと違いスピンアタックを手動で発動させることは不可能。地上に向けて降下攻撃するヒップアタックが使用可能になる。トリックアクションが使用可能になる。

### 非プレイヤーキャラクター
Dr.エッグマン - 声優：大塚周夫
ソニックを敵視する自称悪の天才科学者。今作は世界を7つに分け、混乱に乗じてエッグマンランド建設を企むなどスケールの大きい悪事を働くが最終的にカオスエメラルドによって暴走したジーメルを止める為、スーパーソニックになったソニックと共闘する。
ジーメル（G-merl）
エッグマンが開発した、『ソニックバトル』に登場したエメルに似た姿をしているロボット。各ゾーンのアクト3で戦うことになるが、終盤カオスエメラルドの力を取り込んで暴走してしまう。
クリームママ（ヴァニラ・ザ・ラビット）
クリームの母親。今作ではエンディングにのみ登場。

### 敵キャラクター
テントー
コンドール
スピナ
ゲコゲコ
ミニモグ
スティンガー
エイプー
ジョースン
タッコン
ウーツボ
ジャグリン
ブーブー
ガードン
ガオガオ
ヤドッカ
ハリーセン
ギンペー
ユキガセン
グルグル
キャッチャー
カマキー
クラーム
マールン
ムーカデン

### ボスキャラクター
エッグハンマー3
ゾーン1のボス。「アドバンス」「アドバンス2」にて登場しているハンマーの系譜を継ぐボスだが、今回はコックピット部分が巨大なハンマーとなった。台座のジーメルが向いている方向にコックピット部分を振り下ろして攻撃してくるが、ジーメルが刺さっている台座に乗っているとハンマーを垂直に落として攻撃する。
エッグボール2
ゾーン2のボス。ループ状のエリアを転がりながら突進してくる。エッグマンがダメージを受けると大きく後ろに転がる。
エッグフット
ゾーン3のボス。上空で左右に動きながらプレイヤーを追いかけ、踏みつぶしてくる。踏みつぶしの際に股下に潜り込んで下からコックピットを叩くことでダメージを与えられるが、たまに足を閉じて股下に潜り込めなくする場合があるので注意。また、その時には左右に広がる波動を放つ。
エッグキューブ
ゾーン4のボス。このボスはコックピットに攻撃を与えて後退させ、エッグマンの後ろにある穴に突き落とせば勝利となる。ダメージを与えるとキューブに隠れ、鉄球・ミサイルで攻撃してくる他、一定周期でザコ敵「ガードン」を3体飛ばして攻撃してくる。コックピットがキューブから出ている間は少しずつ前進していくが、エッグマンの前方の穴に落ちそうになるとマシンを大きく前後にスライドさせた後、初期位置に戻る。
エッグチェイサー
ゾーン5のボス。下から迫ってくるエッグマンを、ジャンプするとすぐに落ちる足場を乗り継ぎながら戦うことになる。エッグマンを直接攻撃することは出来ず、落ちる足場を上手くコックピットにぶつける事でダメージを与えられる。一定周期で鉄球を飛ばして攻撃してくる。
エッグピンボール
ゾーン6のボス。こちらもエッグマンを直接攻撃することはできず、彼が飛ばしてくるボールを攻撃して赤くした状態でエッグマンにぶつける必要がある。HPが少なくなるごとにボールの発射ペースが早くなる。
エッググラビティー
ゾーン7のボス。「アドバンス」のエッグスネークに似ているが、こちらは足場をひっくり返すのではなく、エッグマンとは反対のサイドに居るジーメルを攻撃し、エッグマンをエリア上下に敷き詰められたトゲに飛ばしてダメージを与える。HPが減るとダメージを与えた直後にマシンを回転させながら突進してくる。
ハイパーエッグロボ
アルターエメラルドゾーンのボスにして、表向きのラスボス。振り下ろす巨大な手や隕石のような弾に乗ってコックピットを攻撃していく。足場を一時的に無くす事があるためリングを持っていても安心できない強敵。
アルティメットジーメル
ノンアグレッションゾーンのボスにして、本作の真のラスボス。ジーメルがエッグマンを裏切り暴走して襲いかかって来る為エッグマンとのタッグアクションを駆使して戦うことになる。

## シリーズ一覧
- ソニックアドバンス（ゲームボーイアドバンス）
- ソニックアドバンス2（ゲームボーイアドバンス）
- ソニックアドバンス3（ゲームボーイアドバンス）